# WizBiz
WizBiz株式会社（英：WizBiz Inc.）は、インターネット情報サービス事業を行う日本の企業。「WizBiz経営セミナー」「WizBizNote」「WizBiz資料ダウンロード」「BizOn!」などのサイトを企画・運営する。TOKYO PRO Marketの上場銘柄の一つ。

## 概要
東証一部上場のコンサルティング会社にて常務執行役であった新谷哲は、経営コンサルティング部門や営業部門、サービス提供部門を統括した経験から、2010年に独立し、WizBiz株式会社を設立。
主力サービスは1万社以上の会員企業を組織する経営者向けネットメディア「WizBiz」。

## 沿革
- 2009年4月

株式会社ベンチャー・リンクのウェブ事業として、ビジネスマッチング＆セミナー情報サイト「WizBiz」をリリース。
- 2010年 9月 株式会社ベンチャー・リンクからレカム株式会社へWizBiz事業を譲渡。レカム株式会社の100％子会社として、WizBiz株式会社を創業。（本社：東京都港区高輪）
- 12月  フランチャイズ本部向けの「加盟店募集説明会　集客支援サービス」をリリース。
- 2011年 4月  中央省庁、独立行政法人、地方自治体の入札情報を届ける「WizBiz入札ナビ」をリリース。株式会社光通信を引受先とする第三者割当増資を実施。出資比率はレカム65％・光通信35％に。
- 12月  MBO方式により、全株式を、新谷哲が代表を務める新谷株式会社が買い取り。
- 2014年10月  成功報酬型広告「リード獲得支援サービス」をリリース。
- 11月  成功報酬型広告「セミナー集客支援サービス」をリリース。
- 2017年1月  Podcastで経営者インタビュー番組「社長に聞く in WizBiz」を配信開始。
- 2018年 5月  セミナー集客ノウハウをまとめた情報メディア「セミナー集客ラボ」をリリース。
- 2019年 6月  経営者インタビューに特化した経営情報メディア「経営ノート」をリリース。代表・新谷哲の著書「社長の孤独力」が日本経済新聞出版社から出版。
- 2020年 3月  成功報酬型広告「セミナー集客支援サービス」でウェビナーの集客支援を開始。
- 5月  経営者・事業主専用ビジネスマッチングアプリ「BizOn!」（ビズオン）をリリース。
- 8月  資料請求メディア「WizBiz資料ダウンロード」をリリース。
- 12月  TOKYO PRO Market（東京プロマーケット）市場へ上場